# Alfa talassemia
L'alfa-talassemia (α-talassemia) è un tipo di talassemia che coinvolge i geni che codificano per le emoglobine HbA e HbA2. La malattia è caratterizzata dalla compromissione della produzione di una, due, tre o addirittura tutte e quattro le catene α dell'emoglobina, che correla direttamente con la gravità clinica della malattia.

## Epidemiologia
L'incidenza della malattia è strettamente correlata a quella della malaria, specialmente per le zone endemiche, fatto che suggerisce un ruolo protettivo della malattia per le manifestazioni più gravi della malaria.
L'alfa-talassemia è comune nell'Africa subsahariana, nei paesi del Mar Mediterraneo, nel Medio Oriente, nel sud e nel sud-est asiatico, con una variabilità genetica che caratterizza ciascuna di queste aree.
Negli Stati Uniti l'incidenza riflette quella globale. La delezione -α(3.7) a una singola catena è presente nel 30% degli afroamericani; tuttavia, anche nell'omozigosi, questa porta solo a una lieve anemia microcitica.
I disordini più gravi, come l'idrope fetale da emoglobina di Barts, sono più comuni negli Stati Uniti occidentali, con un aumento vertiginoso della prevalenza negli ultimi due decenni, legata soprattutto all'immigrazione asiatica.

## Eziologia
La malattia ha origini genetiche ed è di tipo autosomica recessiva. È anche connessa alla delezione del braccio corto del cromosoma 16. Può anche essere, in casi molto rari, un disordine acquisito, come nella sindrome mielodisplasica.
A causa della bassa incidenza della talassemia alfa, questa può essere in un primo momento scambiata per un'anemia sideropenica.

## Fisiopatologia
Nell'alfa talassemia la produzione di catene α dell'emoglobina risulta deficitaria, e in conseguenza di ciò vi sarà un eccesso di catene β nell'adulto e di catene γ nel neonato che non potranno combinarsi con le prime per formare la molecola completa.
La catene β in eccesso si uniscono a formare tetrameri β4 con anormale curva di dissociazione dell'ossigeno, chiamati emoglobina H o HbH.
Le catene γ in eccesso invece formano tetrameri γ4 (Hb di Barts) con alta affinità per l'ossigeno, che quindi non riesce a dissociarsi alla periferia del sistema cardiocircolatorio per essere ceduto ai tessuti. Nella forma omozigote α0, dove si formano molti tetrameri γ4 ma nessuna catena α, vi è solitamente aborto spontaneo.

## Classificazione
Ci sono due loci genici per le catene α, che diventano quattro nelle cellule diploidi, due di origine materna e due di origine paterna. La gravità clinica dell'alfa talassemia è inversamente proporzionale al numero di catene α; più ne mancheranno, peggiori saranno le manifestazioni cliniche.
Nell'analisi del genotipo il segno "-" indica un gene assente e la lettera greca "α" indica un gene presente (contrariamente al βo e al β+ utilizzati per la classificazione della beta- talassemia, nell'alfa-talassemia non si fa distinzione tra assenza e riduzione della produzione delle catene dell'emoglobina).
| Alleli coinvolti | Presentazione clinica | Genotipo          |
| ---------------- | --- | ----------------- |
| Uno              | Sono presenti effetti minimi, in quanto tre geni per le catene α sono sufficienti per permettere una normale produzione di emoglobina senza sintomatologia. Gli individui con questo genotipo sono definiti "portatori silenti" e possono avere una riduzione, all'emocromo, dei valori di MCV e MCH. | -/α α/α           |
| Due              | Tale condizione è definita "tratto α-talassemico". La presenza di due geni per le catene α permette quasi una normale eritropoiesi, con una leggera anemia ipocromica microcitica. La malattia in questa forma può essere inizialmente scambiata per un'anemia sideropenica ed essere trattata impropriamente con terapia marziale. Il tratto α-talassemico esiste in due forme: - α-talassemico-1 (-/- α/α), caratteristico delle popolazioni asiatiche, con delezione cis di entrambi i geni di uno stesso cromosoma; - α-talassemico-2 (-/α -/α), caratteristico delle popolazioni nere, con delezione trans di un gene per ciascuno dei due cromosomi.                                                                                    | -/- α/α o -/α -/α |
| Tre              | La condizione è chiamata malattia da HbH. Nel sangue sono presenti due tipi di emoglobina, entrambe instabili: il tetramero γ4 (Hb di Barts) e il tetramero β4 (HbH). Entrambi sono caratterizzati da un'elevata affinità per l'ossigeno, maggiore di quella dell'emoglobina normale, che provoca una ridotta ossigenazione dei tessuti. È presente una marcata anemia ipocromica microcitica con la presenza di "cellule a bersaglio" e dei "corpi di Heinz" (formati dalla precipitazione di HbH) all'esame microscopico dello striscio di sangue periferico. La malattia viene normalmente diagnosticata nell'infanzia o durante l'adolescenza, in conseguenza della rilevazione di anemia e splenomegalia in esami effettuati di routine. | -/- -/α           |
| Quattro          | Il feto non può vivere fuori dall'utero e può non sopravvivere durante la gravidanza: la maggior parte nasce morto in condizione di idrope fetale e quelli che nascono vivi muoiono poco dopo il parto. Il feto risulta edematoso e la poca emoglobina che circola è formata da tetrameri γ4 (Hb di Barts). | -/- -/-           |